# Melipeuco
Melipeuco est une commune du Chili de la Province de Cautín, elle-même située dans la Région de l'Araucanie. En 2012, la population de la commune s'élevait à 5 782 habitants. La superficie de la commune est de 1 107 km2 (densité de 5 hab./km²),.

## Situation
Le territoire de la commune de Melipeuco se trouve dans la Cordillière des Andes. Il est irrigué par le rio Allipén et ses affluents. Sa partie nord partage avec la commune de Vilcún le Parc national Conguillío dominé par le volcan Llaima dont le sommet culmine à plus de 3000 mètres. Le Sollipulli, situé à une dizaine de kilomètres au sud de l'agglomération principale, est un volcan coiffé d'une caldeira comblée par un glacier. La commune est située à 601 kilomètres à vol d'oiseau au sud de la capitale Santiago et à 85 kilomètres à l'est de Temuco capitale de la Région de l'Araucanie.

Position de Melipeuco (en rouge) au sein de la Région de l'Araucanie.